# لويس هوغ
لويس هوغ (بالإنجليزية: Lewis Hogg)‏ (13 سبتمبر 1982 في المملكة المتحدة - ) هو لاعب كرة قدم بريطاني في مركز الوسط. شارك مع منتخب إنجلترا تحت 18 سنة لكرة القدم. أما مع النوادي، فقد لعب مع نادي بارنت ونادي بريستول روفيرز وWeston-super-Mare A.F.C. ‏ ونادي باث سيتي ونادي غلوستر سيتي.

## وصلات خارجية
- لويس هوغ على موقع قاعدة بيانات كرة القدم.إي يو (الإنجليزية)
- لويس هوغ على موقع Soccerbase.com (لاعب) (الإنجليزية)